# Radio Attività
Radioattività è un'emittente radiofonica commerciale con sede a Trieste.

## Storia
ha iniziato le sue trasmissioni ufficialmente il 1º aprile 1977 e la sua prima sede era ubicata a Muggia (TS) coprendo Trieste e provincia e l'intero litorale Istriano (in Slovenia e Croazia). Negli anni si è trasferita nella attuale sede in centro a Trieste. Il progetto editoriale prevede un formato musicale CHR (Contemporary hit radio) ed i contenuti prestano particolare attenzione alle attività teatrali e culturali del capoluogo del Friuli-Venezia Giulia. È media partner della Triestina Calcio di cui trasmette in esclusiva le radiocronache. Presso la sede dell'emittente è attivo anche un ampio servizio di biglietteria esclusiva (anche online) per numerosi concerti in Italia, Austria, Slovenia e Croazia. Il direttore dell'emittente è Paolo Agostinelli.